# Chó săn gấu mèo lam
Chó săn gấu mèo lam (Bluetick Coonhound) là một loại chó săn được lai giống để chuyên săn những con gấu mèo ở Hoa Kỳ. Chúng thuộc dòng chó săn mùi, sử dụng khứu giác nhạy bén để truy tìm những con mồi. Coohound là giống chó thông minh khôn ngoan và có hàm răng sắc bén và có khứu giác rất nhạy bén, phát triển khứu giác để tìm theo những dấu vết của con mồi con sót lại. Ngày nau thì nó được huấn luyện để đánh hơi nhiều mùi đặc trưng của những con mồi khác với trước kia chỉ để săn những con gấu trúc và các con thú ăn đêm.

## Tổng quan
Giống chó này có những dấu tích trên những đề đầi cổ do người Anh xây đựng tại chính quốc Anh và tại Mĩ khi mà những người anh di cư sang.Nó đã và đang là giống chó săn gấu trúc và thú có túi hàng đầu hiện nay. Chúng thích ứng với mọi môi trường săn bắt không tha cho bất kì con mồi nào mà chúng đã bắt gặp. Coonhound là giống chó kết hợp của sự bền bỉ và khứu giác tốt. Chúng thực sự nổi trội trong những khu rừng, vùng nước có những con mồi mà không mong chờ chủ đến.
Những con gấu mèo chính là phần quan trọng trong trò chơi săn lùng của những con Coonhoundeef ngoài những con gấu trúc Bắc Mĩ không bắt mắt và khiến chúng quan tâm với bộ lông tơ màu xám và không nặng quá 12 kg và vô hại. Nhưng những con Gấu trúc này lại khiên những con Cooonhund quan tâm và săn đuổi kì cùng. Việc chăm sóc khá đơn giản nếu chỉ phục vụ cho mục đích đi săn gấu trúc và vật nuôi trong gia đình bởi đi săn đã là bản năng của nó.

## Tập tính
Chúng rất khỏe, năng động và đôi khi bướng bỉnh nhưng lại rất thân thiện. Chúng rất quý chủ và trung thành mà người nuôi dễ dàng nhận thấy. Nếu không được cho ra ngoài đi dạo hay đi săn thì chúng dần trở lên khó tính và nuôi có ý định muốn phi ra ngoài tới những nơi có những trò chơi săn bắt đang chờ chúng, và luôn háo hức mỗi lần nhận thấy chủ nó có biểu biện chuẩn bị đi săn và sẽ cho chúng theo. Nếu nuôi cùng với những con chó cảnh khác từ bé thì sẽ dần giảm đi máu săn mồi chảy trong cơ thể chúng.
Giống chó này rất dễ huấn luyện vào nhiệm vụ đi săn, ở một số vai trò khác thì nó không được tài năng như một số giống chó chuyên dụng khác. Nếu từ nhỏ đã có sự chỉ bảo và dạy dỗ thì khi trưởng thành nó khá nghe lời và dễ huấn luyện vào các mục đích khác. Rất phù hợp với những chuyến đi săn và đánh hơi mùi lạ, chỉ cần một chút thời gian đi săn cùng với những con chó khác là nó có khả năng tự học được việc mình cần phải làm. Sở hữu sự thông minh, khôn ngoan, khéo léo, dũng cảm do đó để đi săn thì đơn giản đối với chúng. Ngày nay thì đây cũng là con chó trình diễn nhưng được ít người biết đến vì có ít thành tích mà giống chó này đã giành được trong các cuộc trìng diễn.